# Budu Siwsiwadse
Budu Siwsiwadse (georgisch ბუდუ ზივზივაძე; englisch Budu Zivzivadze; * 10. März 1994 in Kutaissi) ist ein georgischer Fußballspieler.

## Karriere

### Verein
Siwsiwadse begann seine Karriere bei Dinamo Tiflis. Im Februar 2012 stand er gegen Baia Sugdidi erstmals im Kader der Profis von Dinamo, kam jedoch zu keinem Einsatz. Im September 2012 debütierte er für die Reserve von Dinamo in der Pirveli Liga, als er am zweiten Spieltag der Saison 2012/13 gegen den FC Tschiatura in der Startelf stand. In jenem Spiel, das Dinamo mit 4:2 gewann, erzielte er auch sein erstes Tor in der zweiten georgischen Liga. Bis Saisonende kam er zu 19 Einsätzen für Dinamo II, in denen er 14 Tore erzielte.
In der Saison 2013/14 absolvierte er 21 Spiele und erzielte dabei 23 Tore. Im September 2014 debütierte er für die Profis in der Umaghlessi Liga, als er am fünften Spieltag der Saison 2014/15 gegen Metalurgi Rustawi in der 67. Minute für Nikolos Sabanadse eingewechselt wurde. Im Januar 2015 wechselte er zum Ligakonkurrenten Torpedo Kutaissi. Für Kutaissi absolvierte er bis Saisonende acht Spiele, in denen er ohne Treffer blieb.
Zur Saison 2015/16 wechselte er zum FC Samtredia. Im August 2015 erzielte er bei einem 3:2-Sieg gegen Lokomotive Tiflis sein erstes Tor in der Umaghlessi Liga. In seiner ersten Saison bei Samtredia kam er zu 29 Einsätzen, in denen er 16 Tore erzielte. In der Saison 2016 wurde er mit Samtredia Meister, zudem wurde Siwsiwadse mit 13 Toren in 14 Spielen Torschützenkönig.
Im Januar 2017 wechselte er nach Dänemark zum Esbjerg fB. Für Esbjerg kam er bis Saisonende zu sieben Einsätzen in der Superliga, aus der er mit dem Verein absteigen musste. Nach vier Einsätzen in der Saison 2017/18 in der 1. Division wurde er im Januar 2018 zurück nach Georgien an Dinamo Tiflis verliehen, wo er seine Karriere begonnen hatte. Für Dinamo kam er in der Saison 2018 zu 35 Ligaeinsätzen, in denen er 22 Tore erzielte. Dadurch wurde er ein zweites Mal Torschützenkönig der georgischen Liga. Nach dem Ende der Leihe kehrte er nicht nach Dänemark zurück, sondern wechselte im Januar 2019 zurück zu Torpedo Kutaissi.
Zur Saison 2019/20 wechselte er zum ungarischen Erstligisten Mezőkövesd-Zsóry SE. Zur Saison 2020/21 wechselte er zum Ligakonkurrenten Fehérvár FC. Im Februar 2022 wurde Siwsiwadse bis zum Ende der Saison 2021/22 innerhalb der Liga an Újpest Budapest ausgeliehen. Dort erzielte er in 12 Ligaspielen 11 Tore, woraufhin er zur Saison 2022/23 zum Fehérvár FC zurückkehrte.
Ende Januar 2023 wechselte Siwsiwadse in die 2. Bundesliga zum Karlsruher SC. Er unterschrieb einen Vertrag bis zum 30. Juni 2025. In der Saison 2023/24 kam er zu 30 Einsätzen, wobei er anfangs der Saison zumeist nur zu Kurzeinsätzen nach Einwechselungen kam, sich im Lauf der Saison aber in der Startelf als zweite Spitze neben Igor Matanović etablierte. So gelangen ihm 12 Saisontore. Im ersten Spiel der Saison 2024/25 gegen den 1. FC Nürnberg gelangen Siwsiwadse drei Tore, die dem KSC nach 0:2-Rückstand einen 3:2-Sieg bescherten. Zum Ende der Hinrunde war er mit 12 Toren in 17 Spielen Führender der Torschützenliste.
Anfang Januar 2025 wechselte Siwsiwadse mit dem Beginn der Wintervorbereitung in die Bundesliga zum 1. FC Heidenheim. Er unterschrieb einen Vertrag bis zum 30. Juni 2029. Nach einem durchwachsenen Start bei den abstiegsgefährdeten Schwaben konnte Siwsiwadse am 25. Spieltag gegen die TSG Hoffenheim sein erstes Tor schießen. Anschließend konnte Siwsiwadse nach seinem Debüttor ein weiteres Tor und eine Vorlage zum 3:1-Endstand gegen die ebenfalls abstiegsgefährdeten „Störche“ aus Kiel beitragen. Siwsivadse war außerdem laut dem Kicker der Spieler des Spiels. Dafür wurde er mit einer Berufung in die Bundesliga-Elf-des-Tages laut kicker belohnt.

### Nationalmannschaft
Siwsiwadse spielte 2011 für die georgische U-17-Auswahl. 2013 kam er erstmals für die U-19-Mannschaft zum Einsatz. Mit dieser nahm er 2013 an der EM teil. Siwsiwadse kam in allen drei Spielen Georgiens zum Einsatz, mit seinem Land musste er jedoch als Letzter der Gruppe B in der Vorrunde ausscheiden. Zwischen 2014 und 2016 kam er für die U-21-Mannschaft zum Einsatz.
Im Januar 2017 debütierte er für die A-Nationalmannschaft, als er in einem Testspiel gegen Usbekistan in der Startelf stand.
Siwsiwadse nahm mit Georgien an der Qualifikation zur Fußball-Europameisterschaft 2024 teil. In der Gruppenphase kam er meist als Einwechselspieler zum Einsatz und erzielte in 6 Spielen ein Tor. Im März 2024 fanden die Play-offs der Qualifikation statt. Durch einen Doppelpack von Siwsiwadse im Halbfinale gegen Luxemburg zog Georgien ins Finale ein, in welchem Griechenland nach Elfmeterschießen geschlagen wurde. Damit qualifizierte sich Georgien zum ersten Mal für die Endrunde einer Europameisterschaft.
Im Mai 2024 wurde er von Trainer Willy Sagnol in den Kader für die Fußball-Europameisterschaft 2024 berufen. Bei der Auftaktniederlage gegen die Türkei wurde er in der 85. Minute für Solomon Kwirkwelia eingewechselt. Nachdem er in den folgenden Gruppenspielen nicht berücksichtigt worden war, kam er bei der Niederlage gegen Spanien im Achtelfinale erneut zu einem Kurzeinsatz. Für die Zeit der Abstellung von Siwsiwadse erhielt der Karlsruher SC von der UEFA laut Kicker etwa 168.000 Euro.

## Titel und Erfolge

### Mit dem Verein
FC Samtredia
- Georgischer Meister: 2016

### Individuelle Erfolge
- Torschützenkönig der Erovnuli Liga: 2016, 2018